# Hậu kỳ cổ đại

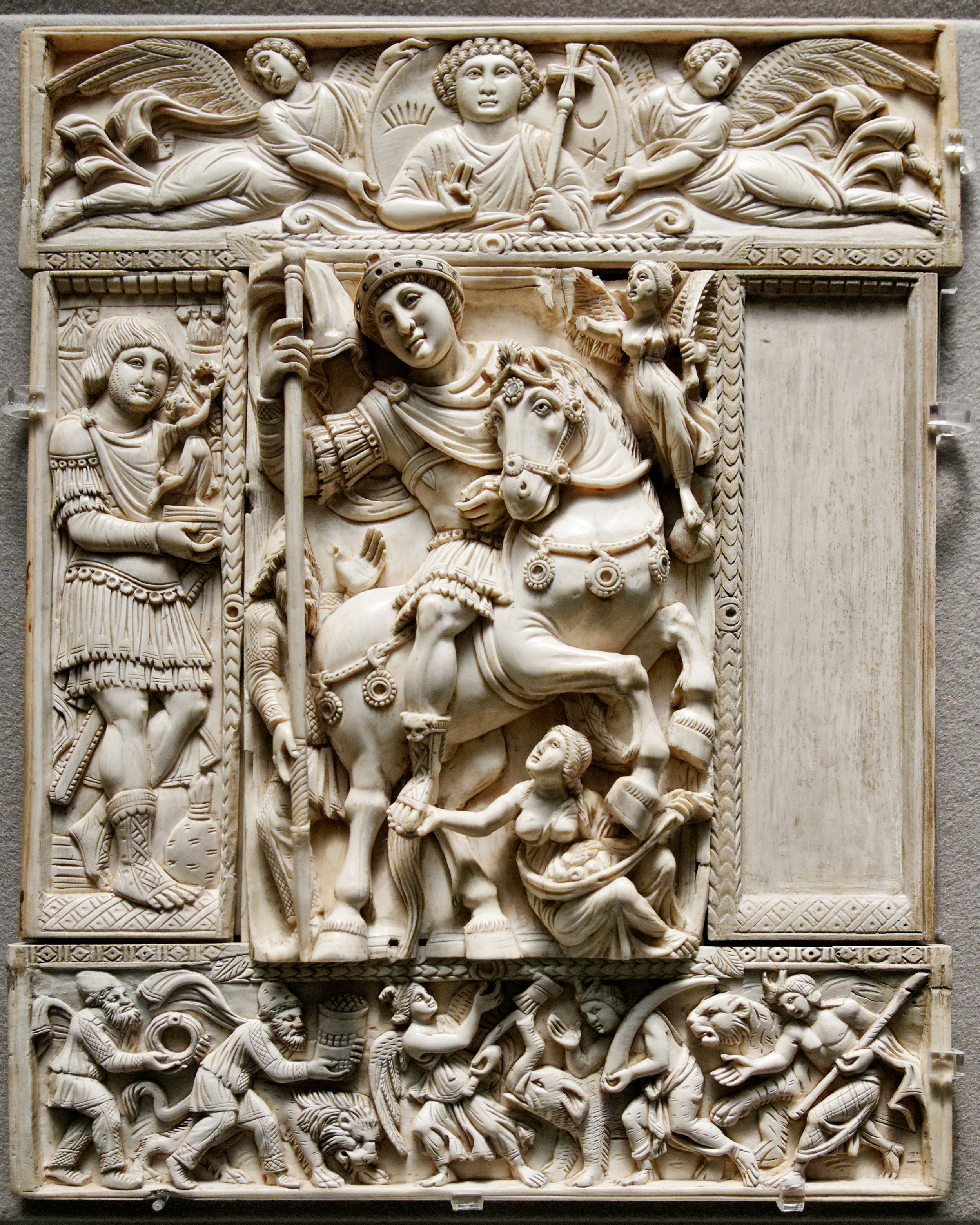
Phù điêu ngà Barberini tại Constantinopolis, đầu thế kỷ 6, Bảo tàng Louvre.

Hậu kỳ cổ đại là một cách phân kỳ lịch sử được các nhà sử học dùng để đề cập tới giai đoạn chuyển tiếp từ cổ đại cổ điển tới thời trung cổ ở châu Âu lục địa, thế giới Địa Trung Hải và Cận Đông.

## Lịch sử
Thời này, việc khai triển cách phân kỳ này thường được gán cho sử gia Peter Brown, sau sự xuất bản của tác phẩm nhiều ảnh hưởng The World of Late Antiquity (1971). Ranh giới chính xác của giai đoạn này vẫn còn được tranh luận nhưng Brown đề xuất khoảng thời gian giữa thế kỷ 3 và 8 CN. Nhìn chung, nó được coi là kéo dài từ khi kết thúc cuộc Khủng hoảng thế kỷ thứ ba (c. 235 – 284) của Đế quốc La Mã cho tới, tại Đông phương, giai đoạn Hồi giáo sơ khởi (thế kỷ 7 tới 9), theo sau những cuộc xâm lược tiên khởi của người Hồi giáo vào giữa thế kỷ 7. Tại Tây phương, thời điểm kết thúc còn sớm hơn, với sự bắt đầu của Sơ kỳ Trung Cổ—thường được đặt vào thế kỷ 6, hoặc còn sớm hơn nữa ở những miền biên thùy phía Tây của đế quốc.
Đế quốc La Mã trải qua những thay đổi đáng kể về xã hội, văn hóa và tổ chức bắt đầu với sự trị vì của Diocletianus, người khởi đầu việc chia Đế quốc thành hai nửa: Đông và Tây do nhiều hoàng đế cai trị. Từ thời Constantinus Đại đế, Kitô giáo được hợp pháp hóa tại Đế quốc, và kinh đô mới Constantinopolis được thiết lập. Sự di cư của các bộ lạc German xóa bỏ sự cai trị của người La Mã từ thế kỷ 4 trở đi, dẫn đến cao trào là sự sụp đổ của Đế quốc Tây La Mã vào năm 476, thay vào đó là những vương quốc man di. Sự pha trộn văn hóa giữa các truyền thống Hy-La, German và Kitô giáo đã hình thành nên những nền tảng của văn hóa châu Âu sau này.